# Кифи (Алзас)
Кифи (фр. Kiffis) насеље је и општина у Француској у региону Алзас, у департману Горња Рајна.
По подацима из 2011. године у општини је живело 233 становника, а густина насељености је износила 35,57 становника/km².

## Демографија
| 1962. | 1968. | 1975. | 1982. | 1990. | 2011. |
| ----- | ----- | ----- | ----- | ----- | ----- |
| 176   | 203   | 215   | 214   | 237   | 233   |